# Xã Twin Hill, Quận Towner, Bắc Dakota
Xã Twin Hill (tiếng Anh: Twin Hill Township) là một xã thuộc quận Towner, tiểu bang Bắc Dakota, Hoa Kỳ. Năm 2010, dân số của xã này là 39 người.